# Estàtua eqüestre del gran elector
L'Estàtua eqüestre del gran elector, és una estàtua eqüestre en honor de Frederic Guillem (1620-1688) un noble alemany, príncep elector de Brandenburg i popularment conegut com el «Gran Elector» per la seva habilitat militar i política.
El monument va ser dissenyat i realitzat el model en guix, a partir de 1696, per l'arquitecte i escultor Andreas Schlüter i fos per Johann Jacobi el 22 d'octubre de 1700, el monument estava destinat per ser erigit en el Pont Llarg on es va col·locar el 1703. Allà va romandre fins que al final de la Segona Guerra Mundial el pont va patir una voladura amb greus danys, per part de les forces armades de Wehrmacht. L'estàtua eqüestre del gran elector va ser, després de la guerra, l'any 1952 col·locada permanentment en el pati principal del Palau de Charlottenburg, a la ciutat de Berlín. El marbre que forma el pedestal és una rèplica, l'original és en la gran sala voltada del Museu Bode. També hi ha una còpia de l'escultura de galvanoplàstia en mida original, la qual s'exposa des de 1904 al mateix museu Bode.

## Descripció
L'estàtua eqüestre del gran elector està inspirada en l'estàtua també eqüestre de Marc Aureli. L'escultura té una alçada de 5,60 metres, dels quals 2,90 pertanyen a la figura de bronze i 2,70 al pedestal. La figura central és el cavall on es troba el gran elector en una actitud com les usuals a l'Imperi Romà, sobre el pit porta una armadura de plaques i en e] cap una perruca habitual per als homes de l'època al voltant de 1665 a 1715, on els rínxols cauen cap avall a tots dos costats del cap. A la mà dreta sosté un bastó de comandament i amb la mà esquerra les regnes. Per contrast amb la sublim actitud de l'elector es troben els quatre esclaus situats en les cantonades del pedestal, que presenta un gran moviment. Representen els enemics derrotats pel gran elector. Amb una altra versió els esclaus estan relacionats amb la Guerra d'Escània 1674-1679 on va ser conquerida la Pomerània Sueca.
Aquest monument eqüestre és una obra mestra del barroc, i és considerat un dels millors treballs escultòrics d'aquest tipus en el món.